# Armidale-Maler

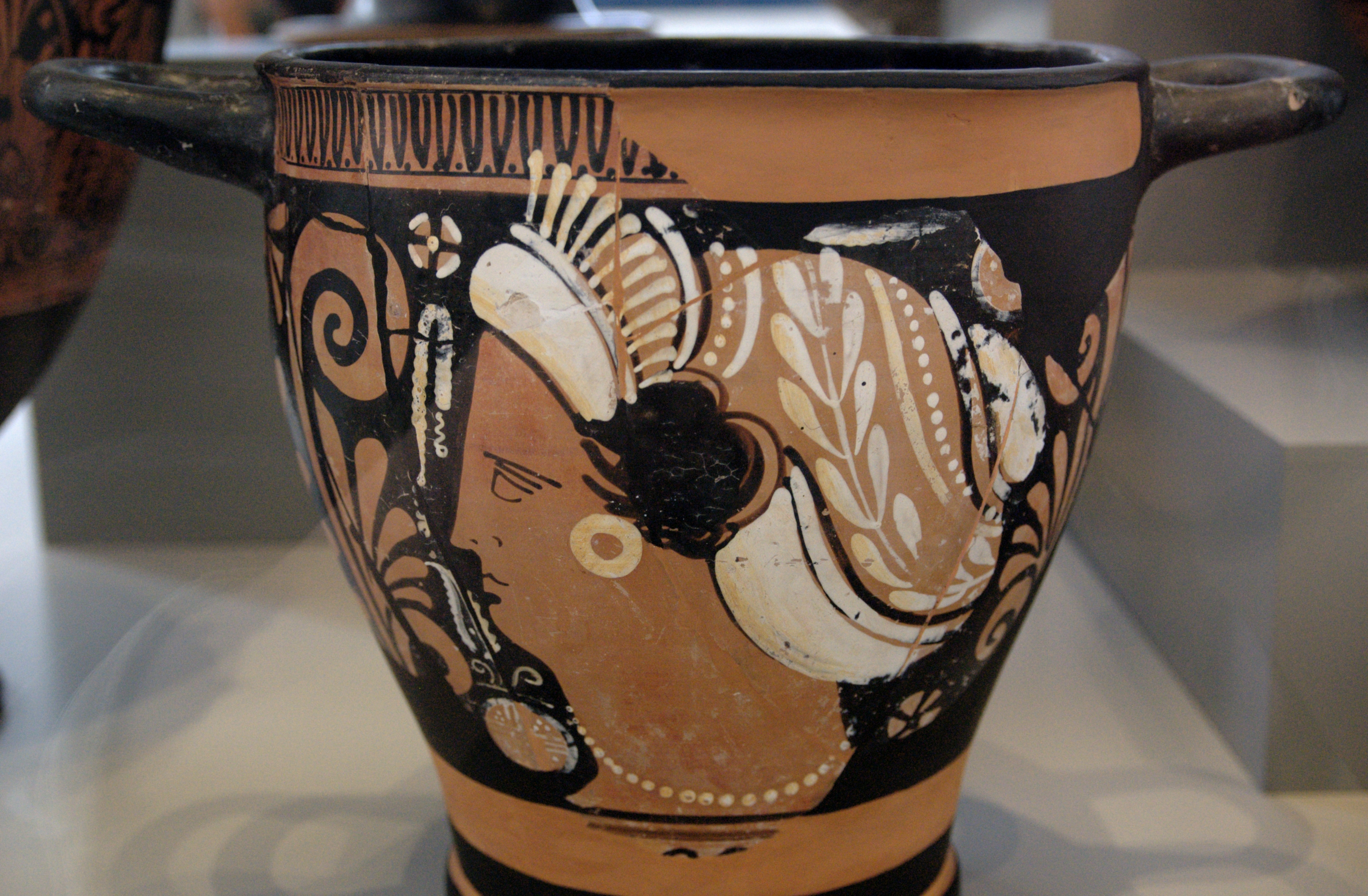
Skyphos mit der Darstellung eines Frauenkopfes, um 340 v. Chr.

Der Armidale-Maler war ein apulischer Vasenmaler. Seine Werke werden in die Zeit von nach der Mitte des 4. Jahrhunderts v. Chr. datiert.
Das Werk des Armidale-Malers ist von der Darstellung von Frauenköpfen geprägt. Sie zeigt er auf Tellern und Skyphoi. Auffällig sind die langen Hälse, kleinen Kinne sowie die Kopfbedeckungen und seitlichen Locken. Seine Bilder sind denen der Amphoren-Gruppe ähnlich. Womöglich ist der Armidale-Maler mit dem Ganymed-Maler identisch.